# Hainanbospatrijs
De hainanbospatrijs (Arborophila ardens) is een vogel uit de familie fazantachtigen (Phasianidae). De wetenschappelijke naam van de soort werd als Arboricola ardens in 1892 gepubliceerd door Frederick William Styan. Het is een door habitatverlies kwetsbaar geworden vogelsoort die alleen voorkomt op het eiland Hainan.

## Kenmerken
De vogel is ongeveer 28 cm lang. Het is een typische patrijs, overwegend grijsbruin van kleur met een karakteristiek tekening in het verenpatroon op de kop. Rond de oorstreek is een witte vlek die contrasteert met de verder zwarte kop, waarboven een smalle vuilwitte wenkbrauwstreep. Verder heeft dit hoen een opvallende roodbruin tot oranjekleurige halsband.

## Verspreiding en leefgebied
Deze soort is endemisch op Hainan. De leefgebieden van deze vogel liggen in primair tropisch regenwoud op 600 tot 1600 meter boven zeeniveau. De vogel wordt ook aangetroffen in oud, hersteld, eerder gekapt natuurlijk tropisch loofbos.

## Status
De hainanbospatrijs heeft een beperkt verspreidingsgebied en daardoor is de kans op uitsterven aanwezig. De grootte van de populatie werd in 2016 door BirdLife International geschat op 2600 tot 3500 volwassen individuen. De populatie-aantallen nemen af door habitatverlies en jacht. Het leefgebied wordt aangetast door ontbossing; tussen 1940 en 1990 is 82% van het bos verdwenen (3,4% per jaar) en heeft natuurlijk bos plaats gemaakt voor agrarisch gebruikt land. Op de lange termijn vormt ook klimaatverandering een gevaar voor de soort. Om deze redenen staat deze soort als kwetsbaar op de Rode Lijst van de IUCN.